# Ноћница
Ноћница је демон ноћи који се, намамљен свјетлошћу, увлачи у кућу. Његово присуство се може чути када по неосвјетљеним просторијама обара посуђе и ствари. Зато се од њих крије домаћа светлост. У сјеверозападној Босни постојало је вјеровање да ноћнице туку децу, а у Лијевчу да их доје. Када мушкарца заболе груди и отврдну, онда се говорило да су га ноћнице сисале. Ноћница је, по старом народном вјеровању, исто што и мора или јој је јако слична, јер људима за вријеме спавања чини разне непријатности.